# Вік Стасюк
Вік Стасюк (англ. Vic Stasiuk, 23 травня 1929, Летбридж, Альберта, Канада — 7 травня 2023) — канадський хокеїст і тренер. Гравець першої української ланки в історії Національної хокейної ліги.

## Спортивна кар'єра
Народився в родині українських переселенців в містечку Летбридж (провінція Альберта). З 1946 року виступав у різноманітних хокейних лігах Північної Америки. Своєю грою привернув увагу керівництва клубу Національної хокейної ліги «Чикаго Блек Гокс». Однак, за півтора сезону в цій команді й чотири з половиною в «Детройт Ред-Вінгс», так і не став повноцінним гравцем основи. За вес цей час його доробок склав лише 63 очки (27 закинутих шайб і 36 результативних передач). Неодноразово відправлявся до фарм-клубів з Американської хокейної ліги («Індіанаполіс Капіталс») і Західної хокейної ліги («Едмонтон Флаєрс»).
Ситуація кардинально змінилася з переходом до «Бостон Брюїнс». У першому сезоні став найрезультативнішим гравцем клубу — набрав 37 очок, більш ніж половина минулого доробку. 1957 року до складу бостонців перейшли Джонні Буцик (з «Детройт Ред-Вінгс») і Бронко Хорват (з «Нью-Йорк Рейнджерс»). З цими гравцями Стасюк виступав разом у «Едмонтон Флаєрс» і всі троє мали українське походження. З подачі відомого спортивного оглядача Лео Монехена, до хокеїстів приклеїлося прізвисько «Uke Line».
У першому сезоні кожний гравець ланки, у регулярному чемпіонаті, закинув понад 20 шайб. Таке досягнення трапилося вперше з моменту заснування Національної хокейної ліги. Українське тріо існувало чотири сезони і було головною атакувальною силою «Бостон Брюїнс». За цей час «Uke Line» набрало понад 600 очок: Вік Стасюк (214) — Бронко Хорват (215) — Джонні Буцик (203). Першим пішов з команди найстарший — Вік Стасюк, дещо згодом перейшов до «Чикаго Блек Гокс» Бронко Хорват, а Джонні Буцик захищав кольори бостонців до 1978 року.
Останні три повних сезони в НХЛ провів у складі «Детройт Ред-Вінгс». Неодноразово був партнером легендарного Горді Хоу. Всього у регулярному чемпіонаті провів 745 матчів, закинув 183 шайби, зробив 254 результативні передачі; а на стадії плей-оф — 69 матчів, 16 голів, 18 передач.
З 1963 року був граючим тренером команди «Піттсбург Горнетс» з Американської хокейної ліги, а в сезоні 1965/66 — «Мемфіс Вінгс» (Центральна професіональна хокейна ліга). Протягом одинадцяти сезонів очолював декілька північноамериканських клубів. В сезоні 1967/68 був визнаний найкращим тренером АХЛ. Працював з клубами НХЛ «Філадельфія Флаєрс», «Каліфорнія Голден-Сілс» і «Ванкувер Канакс». Найкраще досягнення в найсильнішій лізі світу — вихід до чвертьфіналу кубка Стенлі в сезоні 1970/71 («Філадельфія Флаєрс»).

## Досягнення
- Кубок Стенлі (2): 1952, 1955

## Статистика
Статистика виступів у Національній хокейній лізі:
| Сезон        | Клуб                | Ліга         | Регулярна першість | Регулярна першість | Регулярна першість | Регулярна першість | Регулярна першість | Плей-оф | Плей-оф | Плей-оф | Плей-оф | Плей-оф |
| Сезон        | Клуб                | Ліга         | І                  | Г                  | П                  | О                  | ШХ                 | І       | Г       | П       | О       | ШХ      |
| ------------ | ------------------- | ------------ | ------------------ | ------------------ | ------------------ | ------------------ | ------------------ | ------- | ------- | ------- | ------- | ------- |
| 1949-50      | «Чикаго Блек Гокс»  | НХЛ          | 17                 | 1                  | 1                  | 2                  | 2                  | —       | —       | —       | —       | —       |
| 1950-51      | «Чикаго Блек Гокс»  | НХЛ          | 20                 | 5                  | 3                  | 8                  | 6                  | —       | —       | —       | —       | —       |
|              | «Детройт Ред-Вінгс» | НХЛ          | 50                 | 3                  | 10                 | 13                 | 12                 | —       | —       | —       | —       | —       |
| 1951-52      | «Детройт Ред-Вінгс» | НХЛ          | 58                 | 5                  | 9                  | 14                 | 19                 | 7       | 0       | 2       | 2       | 0       |
| 1952-53      | «Детройт Ред-Вінгс» | НХЛ          | 3                  | 0                  | 0                  | 0                  | 0                  | —       | —       | —       | —       | —       |
| 1953-54      | «Детройт Ред-Вінгс» | НХЛ          | 42                 | 5                  | 2                  | 7                  | 4                  | —       | —       | —       | —       | —       |
| 1954-55      | «Детройт Ред-Вінгс» | НХЛ          | 59                 | 8                  | 11                 | 19                 | 67                 | 11      | 5       | 3       | 8       | 6       |
| 1955-56      | «Бостон Брюїнс»     | НХЛ          | 59                 | 19                 | 18                 | 37                 | 118                | —       | —       | —       | —       | —       |
| 1956-57      | «Бостон Брюїнс»     | НХЛ          | 64                 | 24                 | 16                 | 40                 | 69                 | 10      | 2       | 1       | 3       | 2       |
| 1957-58      | «Бостон Брюїнс»     | НХЛ          | 70                 | 21                 | 35                 | 56                 | 55                 | 12      | 0       | 5       | 5       | 13      |
| 1958-59      | «Бостон Брюїнс»     | НХЛ          | 70                 | 27                 | 33                 | 60                 | 63                 | 7       | 4       | 2       | 6       | 11      |
| 1959-60      | «Бостон Брюїнс»     | НХЛ          | 60                 | 29                 | 39                 | 68                 | 121                | —       | —       | —       | —       | —       |
| 1960-61      | «Бостон Брюїнс»     | НХЛ          | 46                 | 5                  | 25                 | 30                 | 35                 | —       | —       | —       | —       | —       |
|              | «Детройт Ред-Вінгс» | НХЛ          | 23                 | 10                 | 13                 | 23                 | 16                 | 11      | 2       | 5       | 7       | 4       |
| 1961-62      | «Детройт Ред-Вінгс» | НХЛ          | 59                 | 15                 | 28                 | 43                 | 45                 | —       | —       | —       | —       | —       |
| 1962-63      | «Детройт Ред-Вінгс» | НХЛ          | 36                 | 6                  | 11                 | 17                 | 37                 | 11      | 3       | 0       | 3       | 4       |
| 1963-64      | «Детройт Ред-Вінгс» | НХЛ          | 42                 | 10                 | 10                 | 20                 | 32                 | 5       | 0       | 0       | 0       | 4       |
| Усього в НХЛ | Усього в НХЛ        | Усього в НХЛ | 745                | 183                | 254                | 437                | 669                | 69      | 16      | 18      | 34      | 40      |

Статистика виступів в інших лігах:
| Сезон   | Клуб                    | Ліга  | Регулярна першість | Регулярна першість | Регулярна першість | Регулярна першість | Регулярна першість | Плей-оф | Плей-оф | Плей-оф | Плей-оф | Плей-оф |
| Сезон   | Клуб                    | Ліга  | І                  | Г                  | П                  | О                  | ШХ                 | І       | Г       | П       | О       | ШХ      |
| ------- | ----------------------- | ----- | ------------------ | ------------------ | ------------------ | ------------------ | ------------------ | ------- | ------- | ------- | ------- | ------- |
| 1946-47 | «Летбридж Нейтві-Санс»  | AJHL  | 9                  | 0                  | 6                  | 6                  | 11                 | 1       | 1       | 1       | 2       | 0       |
| 1947-48 | «Ветаскивин Канадіанс»  | EJrHL | —                  | —                  | —                  | —                  | —                  | —       | —       | —       | —       | —       |
| 1948-49 | «Канзас-Сіті Пла-Морс»  | ХЛСШ  | 66                 | 7                  | 13                 | 20                 | 52                 | 2       | 0       | 0       | 0       | 0       |
| 1949-50 | «Канзас-Сіті Пла-Морс»  | ХЛСШ  | 39                 | 10                 | 13                 | 23                 | 27                 | —       | —       | —       | —       | —       |
| 1951-52 | «Індіанаполіс Кепіталс» | АХЛ   | 8                  | 7                  | 1                  | 8                  | 6                  | —       | —       | —       | —       | —       |
| 1952-53 | «Едмонтон Флаєрс»       | ЗХЛ   | 48                 | 37                 | 43                 | 80                 | 71                 | —       | —       | —       | —       | —       |
| 1953-54 | «Едмонтон Флаєрс»       | ЗХЛ   | 21                 | 6                  | 12                 | 18                 | 37                 | 13      | 2       | 6       | 8       | 23      |
| 1954-55 | «Едмонтон Флаєрс»       | ЗХЛ   | 11                 | 7                  | 6                  | 13                 | 32                 | —       | —       | —       | —       | —       |
| 1962-63 | «Піттсбург Горнетс»     | АХЛ   | 22                 | 9                  | 20                 | 29                 | 24                 | —       | —       | —       | —       | —       |
| 1964-65 | «Піттсбург Горнетс»     | АХЛ   | 63                 | 14                 | 21                 | 35                 | 58                 | 3       | 0       | 0       | 0       | 0       |
| 1965-66 | «Мемфіс Вінгс»          | ЦПХЛ  | 25                 | 9                  | 3                  | 12                 | 14                 | —       | —       | —       | —       | —       |

Тренерська статистика:
| Команда                  | Сезон        | Регулярний сезон | Регулярний сезон | Регулярний сезон | Регулярний сезон | Регулярний сезон | Регулярний сезон | Плей-оф    |
| Команда                  | Сезон        | І                | В                | П                | Н                | О                | Місце            | Результат  |
| ------------------------ | ------------ | ---------------- | ---------------- | ---------------- | ---------------- | ---------------- | ---------------- | ---------- |
| «Філадельфія Флаєрс»     | 1969-70      | 76               | 17               | 35               | 24               | 58               | 5-е на Заході    | —          |
| «Філадельфія Флаєрс»     | 1970-71      | 78               | 28               | 33               | 17               | 73               | 3-є на Заході    | 1/4 фіналу |
| «Каліфорнія Голден-Сілс» | 1971-72      | 75               | 21               | 38               | 16               | 58               | 6-е на Заході    | —          |
| «Ванкувер Канакс»        | 1972-73      | 78               | 22               | 47               | 9                | 53               | 7-е на Заході    | —          |
| Усього в НХЛ             | Усього в НХЛ | 307              | 88               | 153              | 66               |                  |                  |            |